# クレメント・アリンデル
サー・クレメント・アセルストン・アリンデル（Sir Clement Athelston Arrindell GCMG GCVO QC, 1931年4月19日 - 2011年3月27日）は、セントクリストファー・ネイビスの政治家。
バセテールで生まれ、リンカーン法曹院で弁護士としての訓練を受けた。その後、1964年から1978年まで島の治安判事 (magistrate)、1978年に西インド諸島関連最高裁判所裁判官、1981年に総督（1995年まで）となった。
| 官職                    | 官職                                                     | 官職                            |
| ----------------------- | -------------------------------------------------------- | ------------------------------- |
| 先代 プロビン・インニス | セントクリストファー・ネイビス植民地総督 1981年 - 1983年 | 廃止                            |
| 爵位創設                | セントクリストファー・ネイビス総督 1983年 - 1995年       | 次代 カスバート・セバスティアン |